# Astrit Çerma
Astrit Çerma (ur. 2 kwietnia 1949 w Elbasanie) – albański aktor i reżyser.

## Życiorys
W 1972 ukończył studia na wydziale aktorskim Instytutu Sztuk w Tiranie. Po studiach rozpoczął pracę w teatrze Skampa w Elbasanie, jako aktor i reżyser, a następnie w latach 1991-1998 jako dyrektor teatru.
Na dużym ekranie zadebiutował w 1973 rolą Zenela w filmie Bruzdy. Wystąpił potem jeszcze w 11 filmach fabularnych, w trzech z nich były to role główne. Za rolę Shpëtima w filmie U progu lata otrzymał nagrodę na I Festiwalu Filmów Albańskich. Od roku 1990 nie występował już w filmach, ograniczając się do sceny teatralnej. Wyjątkiem było zaproszenie do filmu macedońskiego Poprzez jezioro (Преку езерото), w którym zagrał niewielką rolę. W 1996 wyemigrował wraz z rodziną do USA i osiedlił się w okolicach Bostonu. W 2008 powrócił do Elbasanu.
Wydał tomik poezji pt. Pellgje Fjalësh (Słowne pułapki), a także komedię Qytet rrethimi, poświęconą rewolucji piramidowej 1997. W 1992 przez władze Albanii został uhonorowany tytułem Zasłużonego Artysty (alb. Artist i Merituar).

## Filmografia
- 1973: Bruzdy jako Zenel
- 1975: U progu lata jako Shpëtim
- 1976: Wezwanie jako Kujtim
- 1976: Nielegalni jako Milo
- 1976: Krzyżujące się nici jako Kujtim
- 1977: Było ich czterech jako Ramiz
- 1977: Nowe schronienie jako Ferat
- 1979: Za kamiennymi murami jako nauczyciel
- 1979: Noc listopadowa jako komisarz Gjoleka
- 1982: Towarzysze jako Xhelo
- 1986: Kronika tamtych lat
- 1990: Kronika jednej nocy jako Omer Velaj
- 1997: Poprzez jezioro jako Ahmed

## Poezja
- Pellgje Fjalësh
- 2018: O mendime, o mendime